# Mira Bartov
Mira Bartov, under en tid Wikström Bartov, född 9 oktober 1975 i Västerleds församling i Stockholm, är en svensk skådespelare, scenograf och operaregissör samt mellan 2008 och 2011 konstnärlig ledare för Folkoperan.

## Biografi
Bartov utbildades till skådespelare vid Drama Centre London och till operaregissör vid Operahögskolan i Stockholm. Hon arbetade 1999–2000 som stage manager – närmast en kombination av en svensk scenmästare och en inspicient – på operahuset i Tel Aviv.
Bartov uppmärksammades för sina svenska libretton till ett flertal av Folkoperans uppsättningar, bland annat till Tosca. Hon slog igenom som regissör på Folkoperan med Rigoletto 2006 och regisserade även barnoperan Shit också!, Giacomo Puccinis Gianni Schicchi, Georges Bizets Pärlfiskarna och Charles Gounods Faust vid samma operahus. 2008 utsågs Bartov till professor i musikdramatisk gestaltning vid Högskolan för scen och musik vid Göteborgs universitet. Samma år ersatte hon Claes Fellbom som konstnärlig ledare för Folkoperan i Stockholm, en tjänst hon innehade till 2011. Hon har även regisserat föreställningar vid Norrlandsoperan, Piteå Kammaropera, Wermland Opera och Grand Théâtre de Genève. Sedan 2023 är Mira Bartov chef för OscarsborgOperaen på fästningen Oscarsborg i Oslofjorden.

## Familj
Mira Bartov är dotter till konsertviolinisten David Bartov och pianisten Inger Wikström, som under en period var gift med statsrådet Jan-Erik Wikström.

## Teater

### Regi (ej komplett)
| År   | Produktion        | Upphovsmän                        | Teater                  |
| ---- | ----------------- | --------------------------------- | ----------------------- |
| 2010 | Faust             | Charles Gounod                    | Folkoperan              |
| 2014 | Into the Woods    | Stephen Sondheim och James Lapine | Stora Teatern, Göteborg |
| 2017 | The Greek Passion | Bohuslav Martinů                  | Wermland Opera          |
| 2019 | Rigoletto         | Giuseppe Verdi                    | Operaen i Kristiansund  |